# Corydoras axelrodi
Corydoras axelrodi es una especie de pez de la familia Callichthyidae en el orden de los Siluriformes.

## Morfología
Los machos pueden llegar alcanzar los 4,2 cm de longitud total.

## Distribución geográfica
Se encuentran en Sudamérica: río Meta en Colombia.